# حديقة أم القرى
حديقة أم القرى، تقع بمدينة دسوق بمصر، موقعها في حي شمال عند تقاطع مدخلي المدينة من ناحية كفر الشيخ والإسكندرية، تغطي الحديقة مساحة 2 فدان، وهي مجهزة بأنواع كثيرة من النباتات المختلفة المنسقة بطريقة مميزة، ويوجد بها جميع المرافق الكاملة وبوفيه لخدمة المترددين على الحديقة.